# Acta Philosophica Fennica
Acta Philosophica Fennica – fińskie czasopismo filozoficzne wydawane od roku 1935 przez Fińskie Towarzystwo Filozoficzne. Publikuje prace z zakresu wszystkich dyscyplin filozoficznych.  Z początku czasopismo wydawane było w języku niemieckim, obecnie zaś wszystkie artykuły publikowane są w języku angielskim. Częstotliwość ukazywania się pisma jest różna.
Redaktorem naczelnym jest  Ilkka Niiniluoto. W skład redakcji wchodzą także:
- Timo Airaksinen
- Gabriel Sandu
- Simo Knuuttila
- Leila Haaparanta
- Risto Hilpinen